# Erneuerbare Energien in China

Installierte Kapazität an Wasserkraft, Onshore-Wind, Offshore-Wind und Photovoltaik in der VR China

Die Volksrepublik China ist weltweit das Land mit der höchsten Kapazität und Produktion erneuerbarer Energien. Ende 2023 verfügte China über 1,4 Terawatt an installierter Leistung zur Erzeugung von Strom aus erneuerbaren Energien, davon 420 GW an Wasserkraft, 536 GW an Photovoltaik, 404 GW an Windkraft und 44 GW Biomasse. Erneuerbare stellten 49,9 % der installierten Kapazität. Nach einem Ende Mai 2022 verkündeten Fünfjahresplan für erneuerbare Energien soll der Anteil erneuerbarer Energie am Strommix bis 2025 auf 33 % steigen.
Im Jahr 2017 entfielen 126,6 Mrd. USD und damit 45 % der weltweiten Investitionen von 280 Mrd. USD in erneuerbare Energien auf die VR China.
2022 deckte China mit einer Produktion von 2.700 TWh 31,6 % seines Strombedarfs aus erneuerbaren Quellen. Solarenergie und Wind allein deckten 13,8 %. Der Zubau von Solar und Wind lag bei 125 GW, an Wasserkraft wurden 15 GW zugebaut. 2021 waren es bei stark gestiegener Nachfrage bereits 27,7 % erneuerbarer Strom (2323 TWh von 8376 TWh).
Die VR China baut laut einer Mitte 2024 erschienenen Studie 64 Prozent der weltweit im Bau befindlichen Solar- und Windenergiekapazitäten – fast doppelt so viele wie alle anderen Länder zusammen.

## Hintergrund und staatliche Vorgaben

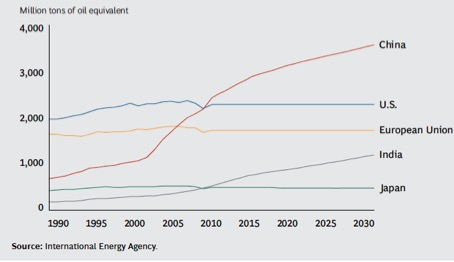
Entwicklung des Energiekonsums der Volksrepublik China seit 1990

Gemessen am Bruttoinlandsprodukt ist die Volksrepublik China die zweitgrößte Wirtschaftszone der Welt. Die rasante Entwicklung der letzten 30 Jahre bringt einen immens gestiegenen Energiebedarf mit sich. Dieser hat sich seit den 1960er Jahren mehr als verzehnfacht, sodass das Land inzwischen weltweit am meisten Energie verbraucht. Bereits 2010 löste China damit die USA als weltweit größten Energieverbraucher ab.

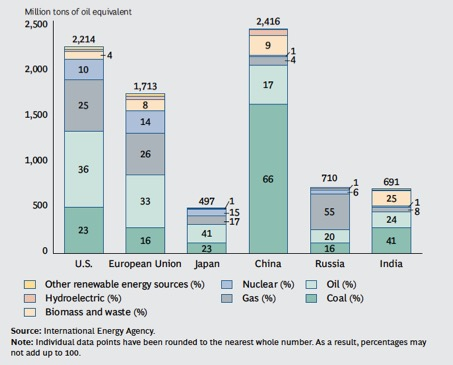
Chinas Energiekonsum im weltweiten Vergleich, Stand 2013

Um die rasante Entwicklung im Energieverbrauch und die damit einhergehenden Probleme einzudämmen, setzt die Regierung in Peking seit Anfang der 2000er Jahre verstärkt auf erneuerbare Energien. Seit Beschluss des 11. Fünfjahresplans 2006 stellt die chinesische Regierung Ressourcenschonung und Umweltschutz sowie Aufbau eines nachhaltigen Wirtschaftssystems in den Fokus der landesweiten Umwelt- und Energiepolitik, wobei die Nutzung und der Ausbau regenerativer Energien im Vordergrund stehen.
Mit dem Inkrafttreten des Gesetzes für erneuerbare Energien im Jahr 2006 hat die chinesische Regierung sich klare Regeln für die Veränderung der Deckung des Energiebedarfs gesetzt. Dieses Gesetz soll die Entwicklung und Nutzung erneuerbarer Energien fördern, die Energieversorgung und die Energiestruktur verbessern, die Energiesicherheit gewährleisten, die Umwelt schützen und eine nachhaltige wirtschaftliche und soziale Entwicklung verwirklichen. Konkret heißt es: „Bestandteile des Gesetzes sind erstens die Aufstellung von Zielvorgaben für erneuerbare Energien auf nationaler Ebene, die nach unten auf die einzelnen Energieproduzenten übertragen werden sollen; zweitens der Auftrag an die staatlichen Netzbetreiber erneuerbar produzierten Strom abzunehmen, vorteilhaft zu behandeln sowie an das Netz und die Überlandleitungen anzuschließen; drittens die generelle Leitlinie Einspeisungspreise für erneuerbare Energie festzulegen sowie viertens die Auflistung möglicher finanzieller und steuerlicher Anreizmechanismen zum Ausbau der erneuerbaren Industrie.“ Dies soll mit Hilfe von Energiepreis und -steuersystemen umgesetzt werden, beispielsweise der Einspeisevergütung. Ziel ist es, das Investitionsrisiko zu senken, indem ein direkter Anschluss an das Stromnetz ermöglicht wird und Mindestpreise für erzeugten Strom festzulegen sind. Gleichzeitig soll durch die Stärkung der Lokalregierungen einer weiteren Ausbeutung der natürlichen Ressourcen entgegengewirkt und einer Verbesserung der bestehenden Probleme, wie zum Beispiel der Luftverschmutzung erwirkt werden.
Noch werden zur Energiegewinnung überwiegend fossile Brennstoffe verwendet, insbesondere Kohle. Diese machte im Jahr 2010 noch 66 % des Gesamtenergieverbrauchs aus, erneuerbare Energiequellen bestritten dagegen nur knapp über 10 %. Im weltweiten Vergleich investiert die Volksrepublik jedoch am meisten in die Entwicklung erneuerbarer Energien, um die Nutzung dieser Ressourcen zu verbessern.
Im 13. Fünfjahresplan von 2016 wurde festgehalten, dass bis 2030 die Maximalwerte im Gesamtenergieverbrauch erreicht werden. Der Anteil der Energiegewinnung aus erneuerbarer Energien soll bis zu diesem Zeitpunkt 20 % betragen. Insbesondere gilt, die urbanen Gebiete unabhängiger von der Kohle zu machen, um damit Umweltproblemen wie der Luftverschmutzung entgegenzuwirken. Bis 2060 will die Volksrepublik klimaneutral sein.

## Nutzung und Arten erneuerbarer Energien
China ist eine der Volkswirtschaften weltweit, die über verhältnismäßig viele Ressourcen für erneuerbare Energien verfügt, diese jedoch bisher kaum genutzt hat. Um diese Situation zu verbessern, wurde unter anderem 2007 der „renewable portfolio standard“ eingeführt, welcher private Energieproduzenten dazu verpflichtet, in ihrem Energiemix einen bestimmten Anteil mit erneuerbaren Energien zu decken.
China besitzt natürliche Ressourcen wie Wind, Sonne und Wasser, die zur Energiegewinnung genutzt werden können. Außerdem werden auch Biomasse und Erdwärme zunehmend zur Energiegewinnung verwendet. In Bezug auf die Entwicklung der Nutzungsmöglichkeiten und Investitionen liegt China in den Bereichen Wasser-, Sonnen- und Windenergie weltweit auf Spitzenplätzen.
Die folgenden Energiequellen erneuerbarer Energien spielen in China die größten Rollen:

### Wasserkraft

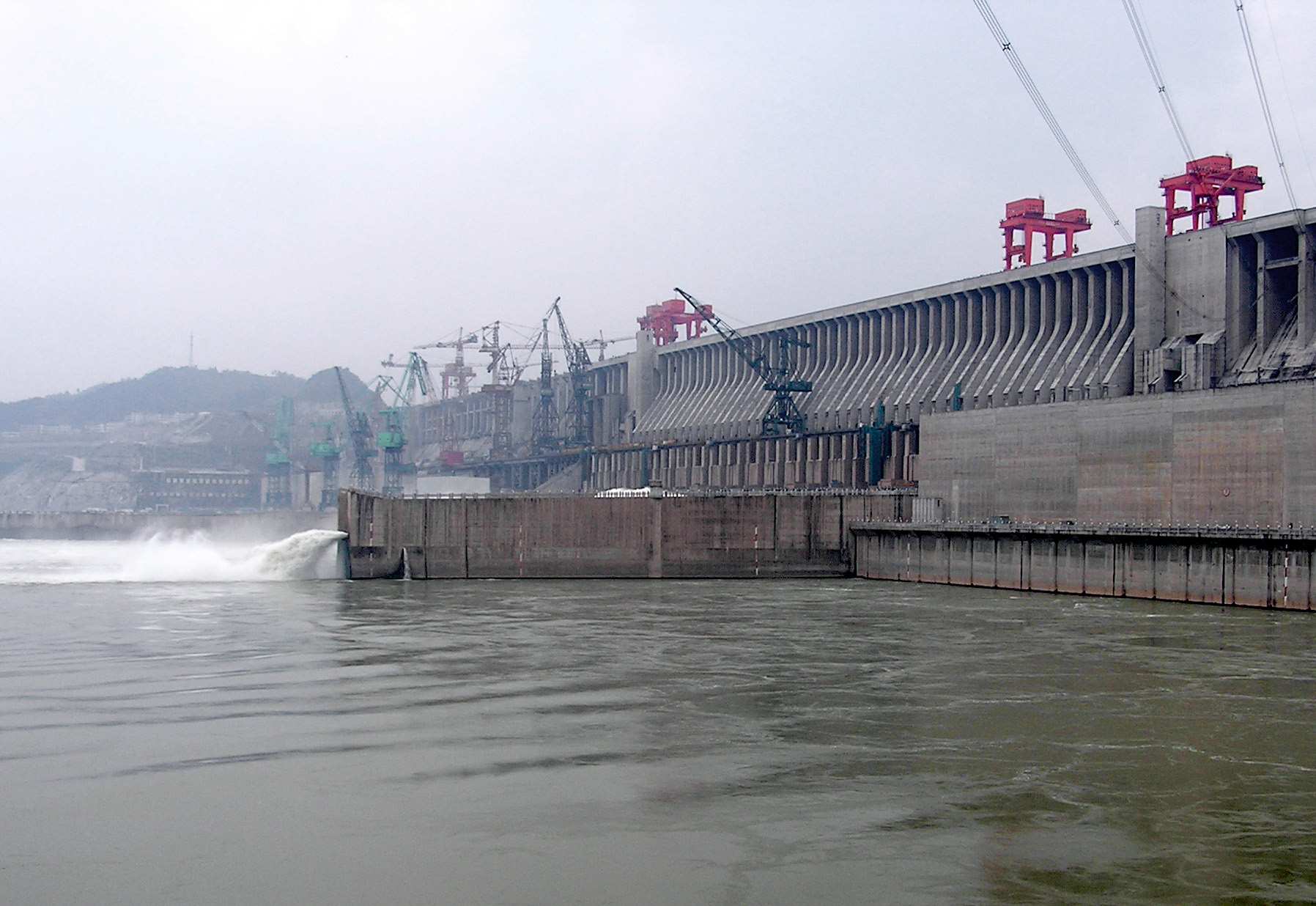
Drei-Schluchten-Staudamm

China verfügt über das weltweit größte Wasserkraftpotential und kann somit die weltweit günstigste Form der Energiegewinnung umfassend nutzen. Die chinesische Regierung plant, diese Nutzung in naher Zukunft zu maximieren. Vorreiterprojekt ist in diesem Bereich der Drei-Schluchten-Staudamm im mittleren Westen des Landes.
Im Jahr 2021 lieferte Wasserkraft 16 % des in China produzierten Stroms und 57,7 % des produzierten Stroms aus erneuerbaren Quellen.

### Windkraft
Die Windkraft deckte in China 2016 etwa 4 % des Gesamtverbrauchs und die jährliche Produktion konnte seit 2005 jedes Jahr fast verdoppelt werden. Die chinesische Regierung fördert die Entwicklung von Windparks massiv in den nördlichen Plateauregionen sowie vor den östlichen und südöstlichen Küstenprovinzen.
Im Jahr 2021 lieferte Windkraft 7,8 % des in China produzierten Stroms und 28,2 % des produzierten Stroms aus erneuerbaren Quellen.

### Solarenergie
Sonnenenergie lässt sich verhältnismäßig einfach und sicher gewinnen. Wegen großflächiger Wüsten und Regionen mit viel Sonneneinstrahlung konnte China hier bereits große Fortschritte machen. In der von der Regierung vorgelegten „Roadmap 2050“ soll die Solarenergie zusammen mit der Energiegewinnung aus Wasserkraft 2050 über 60 % des Bedarfs decken. Das wohl bekannteste Beispiel der Nutzung von Sonnenenergie im öffentlichen Bereich ist das olympische Dorf, welches zu den Olympischen Spielen 2008 in Peking eröffnet wurde. Licht, Wärme und heißes Wasser wurden hier aus Solarenergie gewonnen.
Im Jahr 2021 lieferte Solarenergie 4 % des in China produzierten Stroms und 14,1 % des produzierten Stroms aus erneuerbaren Quellen.

### Biomasse und Erdwärme
China verfügt über große Ressourcen an Biomasse und Erdwärme, doch werden diese noch nicht nennenswert genutzt. Nach Angaben der chinesischen Regierung werden diese vor allem in den ländlichen Regionen des Landes genutzt und sollen hier weiter ausgebaut werden. Aufgrund der Abhängigkeit der Biomasse und Erdwärme von geographischen Voraussetzungen ist ein flächendeckender Ausbau nicht möglich.

## Entwicklungen und Trends
Der Anteil der erneuerbaren Energien am Gesamtenergiebedarf ist in China von 1999 (20,2 %) bis 2011 (7,5 %) kontinuierlich gefallen. Seit 2011 steigt der Anteil dort wieder und lag 2016 bei 9 %. Seit etwa Mitte der 2000er Jahre investiert China sehr stark in den Ausbau von kohlenstoffarmen Techniken, wozu insbesondere regenerative Energien zählen. Der Staat ist aktuell Weltmarktführer in der Herstellung und im Einsatz von Windkraftanlagen, Solarzellen und Smart-Grid-Techniken. Stand 2014 war das Land sowohl der größte Investor in regenerative Energien als auch der größte Produzent von Ökostrom. In China werden erneuerbare Energien nicht nur unter dem Ziel der Reduktion von Treibhausgasemissionen gesehen, sondern als Mittel zur Sicherstellung der Versorgungssicherheit gesehen. Von 2000 bis 2013 erhöhte sich der Anteil der erneuerbaren Energien am (infolge des hohen Wirtschaftswachstums stark gestiegenen) Energieverbrauch von 5,6 auf 9,6 %; Zugleich übertrafen die Investitionen in erneuerbaren Energien erstmals die Investitionen in konventionelle Kraftwerke. Bis 2017 sollte die installierte Leistung von Ökostromanlagen um 48 % auf dann 550 GW ansteigen. Im Jahr 2013 wurden insgesamt 5.322 TWh elektrischer Energie produziert. Davon stammten 74 % aus Kohlekraftwerken, 17 % des Stromes stammte aus Wasserkraftwerken, 2,6 % von Windkraftanlagen und 2,1 % aus Kernkraftwerken. Die erneuerbaren Energien insgesamt lagen bei ca. 20 %.
Ende 2013 waren Windkraftanlagen mit zusammen 91,4 GW installiert, womit China klar vor den USA mit 61,1 GW und Deutschland mit 34,2 GW lag und damit rund 30 % der gesamten Windenergieleistung besaß. Der Zubau 2013 betrug 16,1 GW, womit China rund 45 % des weltweiten Windenergiemarktes darstellte. Kamen erste Versuche in den 1980er Jahren über eine Nischenfunktion nicht heraus, ist China seit 2009 Spitzenreiter beim weltweiten Zubau. Damit einher ging der Aufbau einer eigenen Windindustrie, die mittlerweile auch in afrikanischen oder südamerikanischen Märkten Anteile gewinnt.
Auch der Ausbau der Photovoltaik wird mittlerweile vorangetrieben, nachdem ab Ende der 2000er Jahre zunächst eine Industrie aufgebaut wurde. Seit 2012 kommt mehr als die Hälfte der Leistung von neu installierten Photovoltaikmodulen aus China.  Im Jahr 2013 investierte China erstmals mehr in erneuerbare Energien als in Kohle und baute mehr als 12 GW Photovoltaik-Kapazität zu – mehr als jemals in einem Land in diesen Sektor investiert wurde. Damit verdoppelte China seine Photovoltaik-Kapazitäten und plant einen Zubau von weiteren 14 GW jährlich. Insgesamt wurden 2013 in China rund 57 GW regenerative Erzeugungskapazitäten installiert (zum Vergleich: Kohle: 39,7 GW). Die chinesische Nationale Energieagentur hat ihre Ausbauziele zuletzt um 30 % erhöht und 2015 pro Kopf der Bevölkerung mehr Photovoltaik-Leistung neu installiert (16,3 W) als Rekordhalter Deutschland. Im Jahr 2019 kamen Photovoltaikmodule mit einer Leistung von fast 80 GW, und damit ca. 2/3 der weltweiten Produktion, aus China. Parallel dazu wird der Ausbau des Stromnetzes vorangetrieben, wobei insbesondere auch an Smart-Grid-Techniken geforscht und deren Markteinführung mit Pilotprojekten unterstützt wird.
Im März 2022 gab China bekannt, Solar- und Windparks mit 450 Gigawatt Leistung in Wüstenregionen bauen zu wollen, vor allem in der Wüste Gobi. Etwa die Hälfte könne bereits Ende 2022 am Netz sein, der Rest solle bis spätestens 2030 folgen. Insgesamt will die chinesische Regierung bis 2030 Anlagen mit einer Leistung von 1200 Gigawatt bauen lassen.

## Weiterführende Literatur
- Harry Bloch; Shuddhasattwa Rafiq; Ruhul, Salim: Economic growth with coal, oil and renewable energy consumption in China: Prospects for fuel substitution, erschienenen in Economic Modelling, Ausg. 44, S. 104–115, 2015, doi:10.1016/j.econmod.2014.09.017
- Alexis Hellwig: Erneuerbare Energien in China – Projektentwicklung eines Kraftwerks für Energieerzeugung aus festbrennstofflicher Biomasse unter Berücksichtigung der Gesetzeslage und des Kyoto-Protokolls, 2010, ISBN 978-3-8366-8380-7
- Xingle Long; Eric Y. Naminse; Jianguo Du; Jincai Zhuang: Nonrenewable energy, renewable energy, carbon dioxide emissions and economic growth in China from 1952 to 2012, erschienen in: Renewable and Sustainable Energy Reviews, Ausg. 52, 680 – 688, 2015, doi:10.1016/j.rser.2015.07.176
- Fang Lv; Honghua Xiong; Sicheng Wang: National Survey Report of PV Power Applications in CHINA, International Energy Agency (Hrsg.), 2016, URL: iea-pvps.org 2. Juli 2018
- Barbara Zachariou: Erneuerbare Energien in China: Klimapolitische Einsicht oder strategisches Kalkül?, 2011, ISBN 978-3-656-05886-1.
- Jingzhu Zhao: Ecological and Environmental Science & Technology in China: A Roadmap to 2050, Science Press Beijing and Springer-Verlag Berlin, Heidelberg, 2010, ISBN 978-3-642-05346-7.